# Krzysztof Jajuga
Krzysztof Jajuga (ur. 11 kwietnia 1956 we Wrocławiu) – profesor nauk ekonomicznych, wykładowca Uniwersytetu Ekonomicznego we Wrocławiu. W swojej pracy naukowo-badawczej koncentruje się wokół finansów oraz statystyki i ekonometrii.

## Życiorys
W 1979 uzyskał tytuł magistra na Akademii Ekonomicznej we Wrocławiu. Następnie kontynuował swoją działalność naukową na tej uczelni uzyskując w 1982 roku stopień naukowy doktora na podstawie pracy pt. Metody analizy wielowymiarowej w ilościowych badaniach przestrzennych. Stopień doktora habilitowanego otrzymał w 1987 na podstawie rozprawy pt. Statystyka ekonomicznych zjawisk złożonych – wykrywanie i analiza niejednorodnych rozkładów wielowymiarowych. W 1992 uzyskał tytuł profesora nauk ekonomicznych. Został kierownikiem Katedry Inwestycji Finansowych i Zarządzania Ryzykiem na Uniwersytecie Ekonomicznym we Wrocławiu. Był też prorektorem tej uczelni oraz dyrektorem Instytutu Zarządzania Finansami UEWr.
Został przewodniczącym Komitetu Nauk o Finansach PAN kadencji 2024–2027 i członkiem  Komitetu Statystyki i Ekonometrii PAN tejże kadencji. Ponadto jest prezesem CFA Society Poland. Został członkiem Komitetu Nauk Ekonomicznych, Nauk o Finansach i Komitetu Nauk Statystyki i Ekonometrii PAN oraz członkiem Rady Naukowej Narodowego Banku Polskiego.
W 2025 r. został prezesem International Federation of Classification Societies – światowego towarzystwa naukowego z obszaru analizy danych, m.in. z zastosowaniem metod sztucznej inteligencji. Jest członkiem Rady Doradczej Association of Business Service Leaders, organizacji zrzeszającej przedsiębiorstwa zatrudniające w Polsce około 500 tys. osób.
Wchodził w skład Centralnej Komisji do Spraw Stopni i Tytułów, a w 2019 został członkiem Rady Doskonałości Naukowej I kadencji, a w 2024 roku II kadencji (jako członek prezydium).
W 2012 r. otrzymał tytuł doktora honoris causa Uniwersytetu Ekonomicznego w Krakowie, a w 2022 r. tytuł doktora honoris causa Akademii WSB. Ponadto dwie uczelnie nadały mu tytuł profesora honorowego:  Politechnika Warszawska oraz Uniwersytet Warmińsko-Mazurski w Olsztynie.
Zasiadał w radzie Giełdy Papierów Wartościowych w Warszawie. Autor licznych publikacji. Wśród nich znajduje się 18 książek. Do 2021 r. wypromował 41 doktorów.
Został odznaczony Krzyżem Kawalerskim (1995) i Oficerskim (2022) Orderu Odrodzenia Polski.